# Isabel Hurley
Isabel Hurley Molina (New York - 6 de septiembre de 1967) es una galerista de arte contemporáneo española. 

## Trayectoria
Se licenció en Historia del Arte en la Universidad de Granada el año 1991 y hace un Máster en Dirección de Empresas en el año 1994. Fundó en Málaga la galería que lleva su nombre inaugurada en noviembre de 2007 con el objetivo de promocionar el arte contemporáneo exponiendo a artistas con el fin de difundir las obras de estos, tanto emergentes como de media carrera y consolidados. Otro de sus objetivos es incentivar el coleccionismo mediante actividades dirigidas a este fin.
Complementa su actividad como galerista, desarrollando una labor docente, realizando programas para diferentes perfiles mediante la colaboración con centros docentes de todas las etapas formativas realizando visitas guiadas, charlas, conferencias, seminarios de coleccionismo etc.
Otra vertiente de su programación es el mantenimiento de un proyecto internacional  como plataforma para el debate sobre las nuevas estrategias de representación, así como sobre las diversas manifestaciones contemporáneas. Para llevar a cabo estos objetivos realiza  un programa plural en el que tienen cabida una variedad de formatos, entre ellos la performance. Programa actividades en un contexto multicultural.
El año 2023 ha comisariado la exposición "De la rosa y las espinas" de la artista Ängeles Sioli en la sala de exposiciones del Rectorado de la Universidad de Málaga (UMA).
Ha publicado el libro sobre cerámica Talavera y los Ruiz de Luna.
Es socia fundadora en el año 2020 y presidenta de la Asociación de Galerías de Arte Contemporáneo de Málaga ( MAGA). Socia de Mujeres en las Artes Visuales (MAV).

## Ferias internacionales
Es periódica su participación en ferias internacionales, de las celebradas en Madrid es asidua a  ARCO, Estampa, Madrid Foto, Zona Maco en Ciudad de Mejico y  en EEUU Volta New York, Pulse New York, entre otras.